# Bữa ăn tối cuối cùng (Leonardo da Vinci)
Bữa ăn tối cuối cùng (tiếng Ý: Il Cenacolo hay L'Ultima Cena) là bức bích họa nổi tiếng của danh họa Leonardo da Vinci. Tác phẩm được sáng tác vào khoảng năm 1495 đến 1498. Bức bích họa nằm tại phòng tiệc của Tu viện Santa Maria ở thành phố Milano.
Tiếng Việt gọi đề tài Thánh Kinh này là Bữa tiệc ly.

## Nội dung
Theo các sách phúc âm, bữa ăn tối cuối cùng là bữa ăn sau cùng Chúa Giêsu chia sẻ với các môn đồ trước khi Ngài chịu chết thay loài người
Bức tranh của Vinci mô tả lại một đoạn trong sách Kinh Thánh rằng: Giuđa — một trong số các môn đệ của Chúa Giêsu — nộp Thầy của mình cho các lực lượng đối lập với Chúa Giêsu lúc bấy giờ, là giới lãnh đạo tôn giáo và nhà cầm quyền La Mã để đổi lấy 30 đồng bạc. Ở bữa ăn tối cuối cùng, Chúa Giêsu (ở chính giữa bức tranh), đang nói với các môn đồ: "Trong các con có kẻ muốn nộp Ta".
Đoạn này được mô tả trong cả 4 sách Tin mừng ;
1. Tin mừng Mat-thêu 26, 20-25: "Chiều đến, Chúa Giêsu ngồi bàn ăn với mười hai môn đệ. Và khi các ông đang ăn, Người nói: "Thầy nói thật với các con: có một người trong các con sẽ nộp Thầy". Môn đệ rất buồn rầu và từng người bắt đầu hỏi Người: "Thưa Thầy, có phải con không?" Người trả lời rằng: "Kẻ giơ tay cùng chấm vào đĩa với Thầy, đó chính là kẻ nộp Thầy. Thực ra, Con Người sẽ ra đi như đã chép về Người, nhưng khốn cho kẻ sẽ nộp Con Người! Thà người đó đừng sinh ra thì hơn!" Giuđa, kẻ phản bội, cũng thưa Người rằng: "Thưa Thầy, có phải con chăng?" Chúa đáp: "Đúng như con nói"."
2. Tin mừng Mac-cô 14,17-21: "Chiều đến, Chúa Giêsu cùng Mười Hai môn đệ tới. Và khi mọi người đang ngồi ăn, thì Chúa Giêsu nói: "Ta bảo thật các con, một trong các con đang ăn cùng Ta, sẽ nộp Ta". Các ông đều buồn rầu và lần lượt từng người thưa Ngài: "Thưa Thầy, có phải con không?" Người đáp: "Là một trong mười hai, kẻ cùng chấm một đĩa với Thầy. Con Người phải ra đi như đã chép về Người, nhưng khốn cho kẻ nộp Con Người. Thà nó đừng sinh ra thì hơn"."
3. Tin mừng Luca 22,21-23: "Vả lại này tay kẻ nộp Ta đang ở gần Ta, ngay trên bàn này. Đành rằng Con Người sẽ ra đi như đã được ấn định, nhưng vô phúc cho kẻ nộp Người!" Bấy giờ các Tông Đồ bắt đầu hỏi nhau xem ai trong nhóm họ là kẻ làm điều đó."
4. Tin mừng Gio-an 13,21-30 :21Chúa Giêsu nói thế rồi, tâm hồn Ngài xao xuyến và nói: "Amen, amen, Thầy cho các con biết: một người trong các con sẽ nộp Thầy". 22Các môn đệ nhìn nhau, phân vân không biết là Ngài đang nói về ai. 23Đang ở bàn ăn, trong số các môn đệ có một người được Chúa Giêsu yên mến, đang tựa vào lòng Chúa Giêsu, 24Simon Phêrô ra dấu cho môn đệ ấy để hỏi xem: "Ai đó, Thầy nói về ai vậy?". 25Môn đệ ấy nghiêng đầu vào ngực Chúa Giêsu và nói với Ngài: "Thưa Thầy, ai vậy?". 26Chúa Giêsu trả lời: "Đó là kẻ Thầy sẽ trao miếng bánh đã chấm trong đĩa này". Ngài chấm miếng bánh và trao cho Giuđa, con của Simon Iscariốt. 27Và khi nhận miếng bánh ấy, Satan nhập vào người ông. Chúa Giêsu nói với ông: "Con muốn làm gì thì làm mau đi". 28Những người đồng bàn không hiểu tại sao Ngài lại nói với ông ta như vậy; 29vì Giuđa giữ túi tiền chung nên vài người cho rằng Chúa Giêsu muốn bảo ông: "Hãy mua những gì chúng ta cần trong dịp lễ", hoặc bố thí cho người nghèo. 30Vậy sau khi nhận miếng bánh, Giuđa liền ra đi; và bấy giờ trời đã tối.

Đối chiếu với sách diễn từ trong các sách Tin mừng, thì có vẻ diễn tả tin mừng Gio-an là phù hợp nhất với bối cảnh trong sách.